# Jean Sorel
Pour les articles homonymes, voir Sorel.
Cet article possède un paronyme, voir Jean Saurel.
Jean Sorel est un acteur français né le 25 septembre 1934 à Marseille.

## Biographie

### Famille

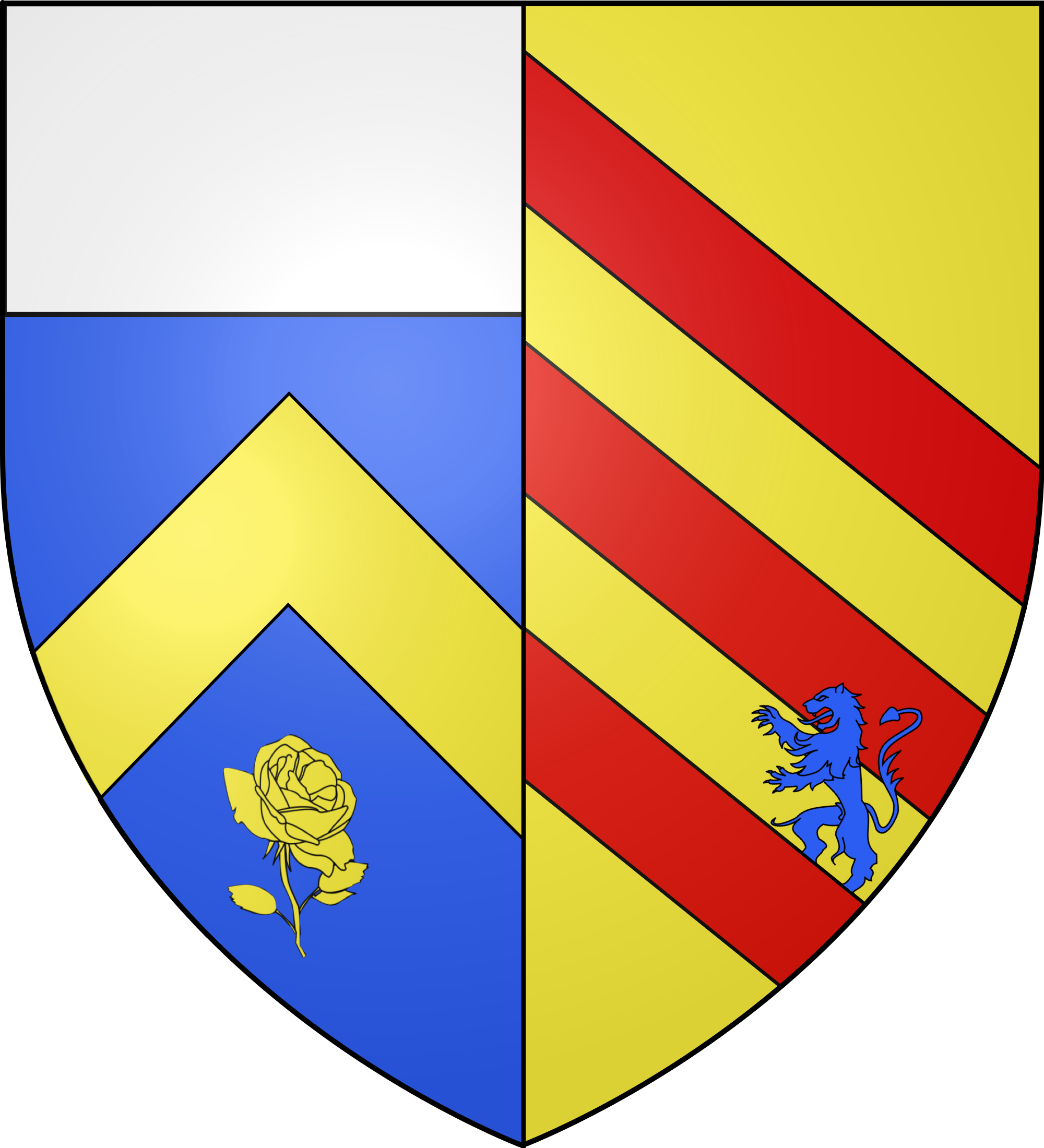
Armes de la famille de Chieusses de Combaud-Roquebrune.

De son vrai nom Jean de Chieusses de Combaud-Roquebrune, Jean Sorel descend d'une lignée qui remonte, par les femmes, aux Capétiens ; sa famille, issue de la robe, est anoblie au début du XVIIIe siècle sous le nom « de Chieusses olim Chieusse », nom qu'elle prend dès le XVIIe siècle, après s'être illustrée au sein de la magistrature provençale par offices de judicature.
Son père, Guillaume (dit Guy) de Combaud de Roquebrune, fondateur de la revue Liberté avec son beau-frère, François de Menthon, meurt lors d'un raid en arrière des lignes sur Sennecey-le-Grand le 4 septembre 1944.

### Formation et débuts
Jean Sorel entame des études à l'École normale supérieure[réf. souhaitée] en vue d'une carrière diplomatique avant de servir en Algérie en 1956-1957. Ayant décidé à son retour de devenir comédien, il débute au cinéma en 1959 dans un second rôle dans J'irai cracher sur vos tombes, adaptation par Michel Gast du roman éponyme de Boris Vian. L'année suivante, il obtient son premier grand rôle dans Les Lionceaux de Jacques Bourdon, puis tourne en Italie Les Adolescentes d'Alberto Lattuada et Ça s'est passé à Rome de Mauro Bolognini.

### Carrière

#### Cinéma
Souvent comparé à Alain Delon en raison de sa beauté, il partage dès lors l'essentiel de sa carrière entre la France et l'Italie, jusqu'à être davantage présent dans le cinéma italien que dans le cinéma français.
Il enchaîne les films : Amélie ou le Temps d'aimer de Michel Drach et Vive Henri IV... vive l'amour! de Claude Autant-Lara en 1961, Vu du pont de Sidney Lumet d'après Arthur Miller, Le Désordre de Franco Brusati et Adorable Julia d'Alfred Weidenmann aux côtés de Lilli Palmer en 1962, Germinal de Yves Allégret et Chair de poule de Julien Duvivier en 1963, La Ronde de Roger Vadim avec Jane Fonda et De l'amour de Jean Aurel avec Anna Karina en 1964...
Après l'échec de Sandra de Luchino Visconti en 1965, une histoire d'inceste dont il partage la vedette avec Claudia Cardinale, il tourne L'Homme qui rit de Sergio Corbucci d'après Victor Hugo et plusieurs sketches humoristiques à nouveau sous la direction de Mauro Bolognini. En 1967, il tourne aux côtés de Catherine Deneuve son film le plus célèbre, Belle de jour de Luis Buñuel, d'après Joseph Kessel.

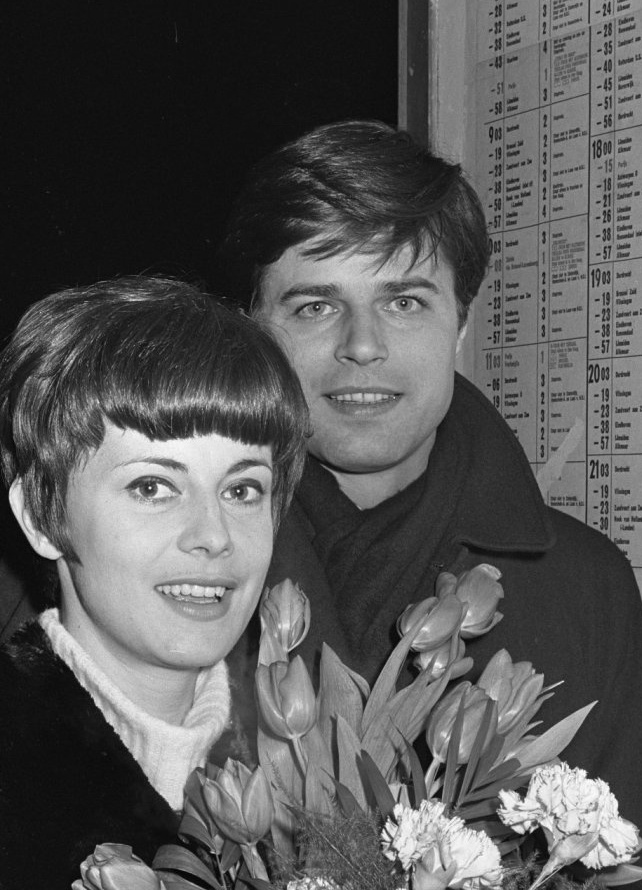
Jean Sorel et sa femme, Anna Maria Ferrero, à la gare d'Amsterdam-Central en 1966.

À partir de la fin des années 1960, il apparaît dans de nombreux gialli signés Lucio Fulci, Umberto Lenzi, Aldo Lado ou Romolo Guerrieri, partageant l'affiche avec Carroll Baker, Sue Lyon, Florinda Bolkan ou Barbara Bach. Il travaille aussi avec l'Espagnol José María Forqué (El ojo del huracán en 1971) et l'Américain Fred Zinnemann (Chacal en 1973). 
Il joue pour la télévision Une vieille maîtresse (1975) d'après Barbey d'Aurevilly. Au cinéma, il tourne en 1977 Les Enfants du placard avec Benoît Jacquot, qu'il retrouvera en 1981 pour Les Ailes de la colombe, et en 1979 Les Sœurs Brontë dirigé par André Téchiné aux côtés d'Isabelle Huppert, Isabelle Adjani et Marie-France Pisier.
Dans les années 1980, il joue dans L'Herbe rouge (1985) de Pierre Kast d'après Boris Vian et, pour la télévision, dans La Naissance du jour de Jacques Demy d'après Colette, dans lequel il retrouve Dominique Sanda, et La Démobilisation générale de Hervé Bromberger. Suivent entre autres Aspern (1985) de l'Argentin Eduardo de Gregorio, nouvelle adaptation de Henry James, Rosa la rose, fille publique (1986) de Paul Vecchiali. Après Gina Lollobrigida et Ingrid Thulin, Sorel est le partenaire de prestige, souvent distingué, de Marianne Basler, Alida Valli, Aurore Clément et Bulle Ogier.
Il tourne aussi quelques comédies en Italie, aux côtés d'Adriano Celentano, Bud Spencer et Thierry Lhermitte. À la télévision, il joue dans les feuilletons Come una mamma (1990) et Butterfly de Tonino Cervi en Italie, dans Les Cœurs brûlés (1992) et Les Yeux d'Hélène (1994) en France.

#### Théâtre
Au théâtre, il est mis en scène en 1984 par Roger Planchon dans Alice par des chemins obscurs. Il n'y reviendra que rarement, en Italie, notamment en 2001 dans Il Candido de Leonardo Sciascia.

### Vie privée
Jean Sorel a eu comme première épouse l'actrice italienne Anna Maria Ferrero (1935-dcd le 21/05/2018), sa partenaire dans Traqués par la Gestapo (1962), qui abandonne sa carrière peu après. Ils se marièrent en 1962.
Depuis 2018, il est marié à Patricia Balme, communicante politique.

## Filmographie

### Cinéma

#### Années 1960
- 1959 : J'irai cracher sur vos tombes de Michel Gast : Elmer
- 1960 : Les Adolescentes (I dolci inganni) d'Alberto Lattuada : Renato
- 1960 : Les Lionceaux de Jacques Bourdon : Patrice
- 1960 : Ça s'est passé à Rome (La giornata balorda) de Mauro Bolognini : David
- 1961 : Vive Henri IV, vive l'amour de Claude Autant-Lara : le prince de Condé
- 1961 : Amélie ou le Temps d'aimer de Michel Drach : Alain
- 1961 : Traqués par la Gestapo (L'oro di Roma) de Carlo Lizzani : Massimo
- 1962 : Vu du pont (Uno sguardo dal ponte) de Sidney Lumet : Rodolpho
- 1962 : Le Désordre (Il disordine) de Franco Brusati : Andrea
- 1962 : Adorable Julia (Julia, du bist zauberhaft) d'Alfred Weidenmann : Tom Fennel
- 1962 : La Bataille de Naples (Le quattro giornate di Napoli) de Nanni Loy : Livornese
- 1963 : Un marito in condominio d'Angelo Dorigo : Renato Carcaterra
- 1963 : Le Tueur à la rose rouge (Ipnosi) d'Eugenio Martín : Erik Stein
- 1963 : Germinal d'Yves Allégret : Étienne Lantier
- 1963 : Chair de poule de Julien Duvivier : Paul Genest
- 1964 : Amori pericolosi, segment La ronda de Carlo Lizzani : le légionnaire
- 1964 : La Ronde de Roger Vadim : le comte
- 1964 : De l'amour de Jean Aurel d'après Stendhal : Antoine
- 1964 : Les Poupées (Le bambole), segment Monsignor Cupido de Mauro Bolognini
- 1965 : Sandra (Vaghe stelle dell'Orsa) de Luchino Visconti : Gianni
- 1965 : À l'italienne (Made in Italy) de Nanni Loy, segment La Donna : Orlando
- 1966 : Les Ogresses (Le fate), segment Fata Elena de Mauro Bolognini : Luigi
- 1966 : Play-Boy Party (L'ombrellone) de Dino Risi : Sergio
- 1966 : L'Homme qui rit (L'uomo che ride) de Sergio Corbucci : Angelo / Astorre Manfredi
- 1967 : Belle de jour de Luis Buñuel : Pierre Serizy
- 1967 : Tue-moi vite, j'ai froid (Fai in fretta ad uccidermi... ho freddo!) de Francesco Maselli : Franco
- 1968 : Les Protagonistes (I protagonisti) de Marcello Fondato : Roberto
- 1968 : Una ragazza piuttosto complicata de Damiano Damiani
- 1968 : L'Adorable Corps de Deborah (Il dolce corpo di Deborah) de Romolo Guerrieri : Marcel
- 1968 : Adélaïde de Jean-Daniel Simon d'après Gobineau : Frédéric Cornault
- 1968 : La Contestation (L'età del malessere) de Giuliano Biagetti : Giorgio
- 1969 : L'amica d'Alberto Lattuada : Franco Raimondi
- 1969 : Perversion Story (Una sul'altra) de Lucio Fulci : Dr. Geroge Dumurrie

#### Années 1970
- 1970 : Uccidete il vitello grasso e arrostitelo de Salvatore Samperi : Cesare Merlo
- 1970 : Formule 1 (Paranoia) d'Umberto Lenzi : Maurice Sauvage
- 1970 : No desearás al vecino del quinto de Tito Fernández : Pedro Andreu
- 1971 : L'Œil du typhon (El ojo del huracán) de José María Forqué : Paul
- 1971 : La controfigura de Romolo Guerrieri : Frank
- 1971 : Le Venin de la peur (Una lucertola con la pelle di donna) de Lucio Fulci : Frank Hammond
- 1971 : Je suis vivant ! (La corta notte delle bambole di vetro) d'Aldo Lado : Gregory Moore
- 1972 : Mil millones para una rubia de Pedro Lazaga : Barney Holmes
- 1973 : Chacal (The Day of the Jackal) de Fred Zinnemann : Bastien-Thiry
- 1973 : Trader Horn, l'Aventurier (en) (Trader Horn) de Reza Badiyi : Emil DuMond
- 1973 : Le Bal du vaudou (Una gota de sangre para morir amando) d'Eloy de la Iglesia : Victor
- 1973 : Le Grand Kidnapping (La polizia sta a guardare) de Roberto Infascelli : Aloisi
- 1974 : La profanazione (it) de Tiziano Longo
- 1976 : La muerte ronda a Mónica de Tito Fernández : Federico
- 1977 : Les Enfants du placard de Benoît Jacquot: Berlu
- 1978 : L'Affaire suisse de Max Peter Ammann (de)
- 1978 : Der Mann im Schilf de Manfred Purzer : Robert
- 1979 : Les Sœurs Brontë d'André Téchiné : Leyland

#### Depuis 1980
- 1981 : Les Ailes de la colombe de Benoît Jacquot : Lukirsh
- 1981 : Aimée de Joël Farges : Pierre Ménard
- 1982 : Les Aventures de Miss Catastrophe (Bonnie e Clyde all'italiana) de Steno
- 1985 : Aspern d'Eduardo de Gregorio d'après Henry James : Jean Decaux
- 1986 : Rosa la rose, fille publique de Paul Vecchiali : Gilbert
- 1987 : Il burbero de Castellano et Pipolo : Giulio Machiavelli
- 1989 : Casablanca Express de Sergio Martino : le major Valmore
- 1991 : Ange ou Démon de Enzo Barboni : Holy Father
- 1991 : Miliardi de Carlo Vanzina : Leo Ferretti
- 1995 : Fils unique (court métrage)
- 2008 : L'ultimo Pulcinella (it) de Maurizio Scaparro (it)
- 2015 : L'Origine de la violence d'Élie Chouraqui : Charles Wagner
- 2017 : Drôles d'oiseaux d'Élise Girard : Georges

### Télévision
- 1975 : Une vieille maîtresse d'après Barbey d'Aurevilly : Ryno de Marigny
- 1980 : La Naissance du jour de Jacques Demy : Vial
- 1981 : Quatre femmes, quatre vies : La Belle Alliance : Michel
- 1981 : Une mère russe de Michel Mitrani : Le fils de 20 à 55 ans
- 1982 : Le Cercle fermé : Jérôme Baron / Fabien Moreau
- 1982 : La Démobilisation générale de Hervé Bromberger : Serge Boncourt
- 1983 : Par ordre du Roy, segment La Marquise des Anges : le marquis de Ganges
- 1985 : L'Herbe rouge de Pierre Kast : Wolf
- 1986 : Affari di famiglia de Marcello Fondato : Enrico
- 1988 : Le Clan de Claude Barma : Giorgio Stivale
- 1988 : Le Crépuscule des loups de Jean Chapot
- 1990 : Prigioniera di una vendetta
- 1990 : Come una mamma
- 1992 : Les Cœurs brûlés
- 1993 : Il prezzo della vita
- 1993 : Una madre come tu
- 1993 : La Scalata : Alain Morrà
- 1993 : Laura
- 1994 : Les Yeux d'Hélène
- 1995 : Butterfly de Tonino Cervi
- 1997 : Dove comincia il sole : Antonio Amati
- 1997 : Mamma per caso : Giorgio
- 1997 : Le Désert de feu (Deserto di fuoco) d'Enzo G. Castellari : Miller
- 1998 : À nous deux la vie de Jacques Nahum : David
- 2004 : Tout va bien, c'est Noël  : Maxime
- 2005 : I colori della vita
- 2023 : Le Prochain Voyage de Thierry Binisti (téléfilm) : Richard

## Théâtre
- 1983 : Alice, par d'obscurs chemins... de Roger Planchon, mise en scène de l'auteur, TNP Villeurbanne
- 2001 : Candido ovvero... de Leonardo Sciascia, mise en scène de Walter Manfrè
- 2006 : L’individuo, la libertà e il perdono. Hegel legge Dostoevskij de Roberto Mordacci
- 2015 : Les Trois Météores d'après Bruno Villien

## Distinctions
- Commandeur de l'ordre des Arts et des Lettres Janvier 2011[6]